# قرار مجلس الأمن التابع للأمم المتحدة رقم 1751
قرار مجلس الأمن التابع للأمم المتحدة رقم 1751، المتخذ بالإجماع في 13 أبريل 2007.

## القرار
وبموجب الفصل السابع من ميثاق الأمم المتحدة، مدد مجلس الأمن ولاية بعثة الأمم المتحدة في جمهورية الكونغو الديمقراطية حتى 15 أيار / مايو 2007.
واشار المجلس إلى أن الحالة في جمهورية الكونغو الديمقراطية لا تزال تشكل تهديدا للسلم والأمن الدوليين في المنطقة.
وأكد المجلس من جديد التزامه بسيادة جمهورية الكونغو الديمقراطية وسلامتها الإقليمية واستقلالها السياسي، وبإسهامه المستمر في توطيد السلام والاستقرار في البلد في فترة ما بعد الفترة الانتقالية، ولا سيما من خلال بعثة منظمة الأمم المتحدة في جمهورية الكونغو الديمقراطية.

## روابط خارجية
- نص القرار في undocs.org